# 讓-多米尼克·鮑比
尚-多米尼克·鮑比（法語：Jean-Dominique Bauby，1952年4月23日—1997年3月9日），法國雜誌編輯和作家，《潛水鐘與蝴蝶》的作者。

## 生平
鮑比出生在法國巴黎，也在巴黎長大。學校畢業後曾經擔任過記者，於1991年開始在巴黎知名流行服飾雜誌ELLE擔任編輯。1995年12月8日中風，20天後甦醒，完全喪失發音能力，僅剩下一隻左眼能夠眨動，這種症狀在臨床醫學中被稱為“閉鎖症候群”。他用了兩年時間完成生命中唯一的一本書--《潛水鐘與蝴蝶》。整本書依靠聽讀方式完成，一名記錄者唸出一個按照法語字母使用頻率（ESARINTULOMDPCFBVHGJQZYXKW）排列的字母表，直到鮑比用眨眼來選擇需要的字母，如此往復。一個單詞平均耗時兩分鐘，而整本書依靠大约20萬次眨眼完成。鮑比在書中記錄自己中風後的日常生活，包括與家人在海灘嬉戲，洗澡以及朋友來訪等生活點滴。1997年3月《潛水鐘與蝴蝶》出版，首周銷量達到15萬本。出版後兩天，他因肺炎在醫院過世，葬於巴黎拉雪兹神父公墓。

## 成就
2007年，畫家朱利安·許納貝導演了改編於《潛水鐘與蝴蝶》的同名電影，鮑比由馬修·亞瑪希飾演。該片獲得了戛纳电影节最佳導演獎、金球獎，以及奥斯卡最佳導演獎提名。

## 外部連結
- 大塊文化出版資料
- 鮑比的生平（页面存档备份，存于） – 英文
- 亞馬遜書店書評 - 英文